# Lawrence (métro de Chicago)
Pour les articles homonymes, voir Lawrence.
 Lawrence est une station aérienne de la ligne rouge du métro de Chicago située dans le quartier de Uptown à proximité de célèbre clubs de Jazz de Chicago comme l'Aragon Ballroom, le Green Mill Jazz Club, le Riviera Theater, ou l'Uptown Theatre.

## Histoire
Elle fut ouverte par la Northwestern Elevated en 1923 afin de desservir le quartier qui devient progressivement un des endroits à la mode de la ville. 
Contrairement aux autres stations construites dans le cadre de la mise sur viaduc entre Wilson et Howard, la station Lawrence est de style Terra Cotta réalisé sur les plans de Arthur U. Gerber. 
Sa marque de fabrique, même si elle n’est plus visible aujourd’hui était d’ailleurs apposée sur la façade du bâtiment avec la mention ‘L’ – Rapid Transit – ‘L’ moulé en terre cuite. 
Bien que le bâtiment de la station soit différent des stations environnantes, le quai central est quant à lui identique à ceux de la North Side Main Line. 
Malgré plusieurs plans de rénovation proposées, Lawrence ne fut que très peu modifié et tomba dans un état de délabrement avancé au début des années 1990. La Chicago Transit Authority lança donc un vaste projet de reconstruction supprimant toutes les particularités originales de la station et la transforma en un nouveau bâtiment moderne et utilitaire. 
Elle fut réinaugurée le 13 août 1995 mais n’est aujourd’hui toujours pas accessible aux personnes à mobilité réduite alors que toutes les autres stations reconstruites à cette époque le sont. 
Lawrence est ouverte 24h/24 et 1.053.391 passagers y ont transité en 2008.

## Correspondances
Avec les bus de la Chicago Transit Authority :
- #36 Broadway
- #81 Lawrence (Owl Service - Service de nuit)

## Dessertes
| Nord/Ouest            |  |             |  | Sud/Est                   |
| --------------------- |  | ----------- |  | ------------------------- |
| Argyle vers Howard    |  | ligne rouge |  | Wilson vers 95th/Dan Ryan |
| modifier sur Wikidata |  |             |  |                           |